# 再翻訳
再翻訳（さいほんやく）とは、ある言語を別の言語に翻訳し、その翻訳結果を再び元の言語に翻訳することである。逆翻訳とも呼ばれる。

## 概要
言語Aを言語Bに翻訳し、その結果を再び言語Aに翻訳すること。
例えば、日本語を英語に翻訳し、その翻訳結果を再度日本語に翻訳すること。ある言語を一度他の言語に翻訳してから再度元の言語に翻訳すると、元の内容とは若干意味が変わる場合がある。

## 目的
この再翻訳の目的は、主に翻訳の精度を確かめるために行われることが多い。例えば、日本語の文章を英語に翻訳するときにどのくらい翻訳の精度が合っているかを再翻訳で確かめられることが多い。おかしい訳であればあるほど、翻訳の精度が良くないということがわかる。また、文章を翻訳して遊ばれることも多い。おかしい訳になることを利用して面白い文章を作る人もいる。

## 再翻訳の原理
再翻訳で文が変化する理由は、翻訳先の言語に元言語の言葉がない場合や、翻訳先の言語の言葉に複数の意味がある場合、機械が間違ったものを選ぶことで起きてしまう、その国の言葉がそのまま残ってしまう、それの意味に当たる言葉がないからだと言われている。再翻訳は基本的にコンピューターで行われる作業のため、そのようなことが起こる。また、再翻訳でどれぐらい変化するかは翻訳アプリや翻訳先の言語によって異なる場合がある。